# Ionski pogon
Ionski pogon (engl. ion thrusters) je vrsta električnog pogona za svemirske letjelice, koji stvara potisak s ubrzavanjem iona. Postoje dva osnovna oblika ionskih pogona, jedni koriste elektrostatičku silu i ubrzavaju ione u smjeru električnog polja, a drugi koriste Lorentzovu silu. Potisak koji stvara ionski pogon je vrlo mali u usporedbi s potiskom koje stvaraju rakete s kemijskim gorivom, ali je impuls sile veoma velik s obzirom na težinu goriva koji koristi, tako da je i pogonska iskoristljivost vrlo visoka. Danas se on koristi samo za pogon izvan Zemljine atmosfere.

## Povijesne činjenice
Ideju o ionskom pogonu je razvio još 1911. godine ruski znanstvenik Konstantin Ciolkovski. Prvi zapis o mogućnosti korištenja ionskog pogona je zabilježio Robert H. Goddard, a 1916. i 1917. godine, je vršio i prve pokuse. Iako je ionski pogon idealan za uvjete bez zraka, gotovo vakuumske uvjete, pokusi su se vršili ipak atmosferskim pritiskom.
Prvi radni ionski pogon je napravio Harold R. Kaufman 1959. godine u NASA centru. Koristio je elektrostatičke ione na rešetci, a kao gorivo se koristila živa. Prvi test na stroju je napravljen 1960. godine, a prvi let u orbitu je proveden 1964. godine, u sklopu programa SERT 1 i uspješno je radio 31 minutu.
Neovisno o tome, u Sovjetskom Savezu se 1950-tih i 1960-tih ravijao drukčiji Hall ionski pogon i on je korišten za rad na umjetnim satelitima od 1972. godine. Do 1990. godine je napravljeno skoro 200 takvih strojeva, a 1992. godine je ponuđen i za zapadno tržište.

## Opis rada
Ionski pogon koristi zrake iona za stvaranje potiska, u skladu sa zakonom o očuvanju količine gibanja. Način ubrzanja iona je različit, ali velika je prednost u odnosu električni naboj/masa iona, koji može stvoriti velike brzine ispušnih plinova. Na taj način se smanjuje masa goriva koja je potrebna za pogon raketa. S obzirom na masu goriva, ionski pogoni mogu stvoriti vrlo velike impulse sile. Nedostatak je da ne mogu stvoriti velika ubrzanja, pa se ne mogu koristiti za polijetanje raketa, već samo kao pogon u svemiru.

### Elektrostatički ionski pogoni

#### Rešetkasti elektrostatički ionski pogon
Rešetkasti elektrostatički ionski pogon (engl. gridded electrostatic ion thrusters) koristi uglavnom plin ksenon za pogon. Ksenon je neutralan plin, pa ga treba bombardirati s elektronima da se ionizira, obično s katodnom žarnom niti. Kada se ionizira, ioni se ubrzavaju s katode na anodu kroz električno polje (Kaufman tip). S druge strane, elektroni se mogu ubrzati s oscilirajućim električnim poljem koje inducira promjenjivo magnetsko polje zavojnice (radiofrekventni tip).
Pozitivno nabijene ione privlače 2 do 3 rešetke, koje ih također i ubrzavaju obično 1-2 keV, a ispuh se ostvaruje zbog razlike u potencijalu rešetki. 
Rešetkasti elektrostatički ionski pogon je ostvaren na projektima:
- NASA Solar electric propulsion Technology Application Readiness (NSTAR)
- NASA’s Evolutionary Xenon Thruster (NEXT)
- Nuclear Electric Xenon Ion System (NEXIS)
- High Power Electric Propulsion (HiPEP)
- EADS Radio-Frequency Ion Thruster (RIT)
- Dual-Stage 4-Grid (DS4G)[4][5]

#### Hall ionski pogon
Hall ionski pogon (engl. Hall effect thrusters) ubrzava ione korištenjem električnog potencijala između cilindrične anode i negativno nabijene plazme, koja stvara katodu. Plin ksenon ulazi blizu anode, gdje odmah postaje ioniziran, pa ione privlači katoda koja ih ubrzava, uz put pokupi elektrone i neutralan napušta s velikim brzinama. 
Anoda je na jednom kraju cilindrične cijevi, i u centru ima šiljak koji stvara radijalno magnetsko polje. Na ione uglavnom ne utiče magnetsko polje budući su veliki, ali na elektrone utiče šiljak na anodi, gdje budu uhvaćeni i neki se kreću spiralno, zahvaćeni s Hall strujom, te utječu na plin ksenon i ioniziraju ga.

#### Ionski pogon s emisijom polja
Ionski pogon s emisijom polja (engl. field emission electric propulsion – FEEP) koristi jednostavan sistem da ubrzava tekuće ione metala i obično se koristi cezij ili indij kao gorivo. On ima posudu u kojoj je tekući metal iz koje izlazi mali kanal kroz koji tekućina prolazi i prsten za ubrzanje. Kada tekući metal uđe u kanal, stvara se magnetsko polje koje ionizira tekući metal i ubrzava ga u električnom polju. Nakon toga ioni se neutraliziraju s vanjskim izvorom elektrona.

### Elektromagnetski ionski pogoni

#### Induktivno pulsirajući ionski pogon
Induktivno pulsirajući ionski pogon (engl. pulsed inductive thrusters – PIT) umjesto kontinuiranog pogona ima pulsirajući. Sastoji se od velike zavojnice koja okružuje stožastu cijev, u kojo se emitira plin, a to je obično amonijak. Velika količina naboja se stvara u kondenzatorima i nakon njihovog pražnjenja, stvara se impuls električne struje. Ona stvara i impuls magnetskog polja, koji ionizira amonijak, koji se ubrzava kroz magnetsko polje zbog Lorentzove sile.

#### Ionski pogon s dinamičkom magnetskom plazmom
Ionski pogon s dinamičkom magnetskom plazmom (engl. magnetoplasmadynamic – MPD), kao i litij ionski pogon s akceleratorom na Lorentzovu silu (engl. lithium Lorentz force accelerator – LiLFa), koriste kao gorivo plinove vodik, argon, amonijak ili dušik. U nekim slučajevima može koristiti i zrak iz Zemljine atmosfere kao pogon. Plin ulazi u glavnu komoru, gdje bude ioniziran između anode i katode, s električnim poljem i kao plazma može provoditi električnu struju, koja stvara magnetsko polje oko katode, pa Lorentzova sila ubrzava plazmu.

#### Bezelektrodni plazma ionski pogon
Bezelektrodni plazma ionski pogon (engl. electrodeless plasma thrusters) ne koristi elektrode jer obično su one ograničavaju faktor za trajanje ionskog pogona, i imaju svojstvo da mogu prigušivati motor. Neutralni plin se ionizira S elektromagnetskim zračenjem, a zatim se u drugoj komori ubrzava s oscilirajućim električnim i magnetskim poljem. Zbog odvojenog ioniziranja i ubrzavanja iona, moguća je reguliracija određenog impulsa sile pogona.

#### Elektrotermalni ionski pogon
Postoji nekoliko vrsta tog pogona:
- Resistojet
- Arcjet
- Mikrovalni elektrotermalni ionski pogon
- Termalni ionski ciklotron ionski pogon (VASIMR)

#### Helikon dvoslojni ionski pogon
Helikon dvoslojni ionski pogon (engl. helicon double layer thrusters) izbacuje ionizirane plinove s velikom brzinom. Plin se ubacuje u cijevnu komoru koja ima jedan kraj otvoren. Radio frekventni izmjenični valovi (prototip je napravljen s 13,56 MHz) stvaraju specijalno oblikovane antene koje okružuju komoru. Radio valovi uzrokuju stvaranje plazme. Magnetsko polje je uglavnom konstantno, ali se u jednom dijelu grana, stvarajući kao magnetsku mlaznicu. Velika je razlika u gustoći plazme u komori i magnetskoj mlaznici, što omogućuje ubrzavanje i izbacivanje iona.

## Usporedba ionskih pogona
| Motor             | Gorivo       | Potrebna snaga (kW) | Impuls sile (s) | Potisak (mN) |
| ----------------- | ------------ | ------------------- | --------------- | ------------ |
| NSTAR             | Ksenon       | 2,3                 | 3 300           | 92           |
| NEXT              | Ksenon       | 7 7                 | 4 300           | 327          |
| NEXIS             | ksenon       | 20,5                | 6 000-7 500     | 400          |
| HiPEP             | Ksenon       | 25-50               | 6 000-9 000     | 460-670      |
| RIT 22            | Ksenon       | 5                   | 3 000-6 000     | 50 - 200     |
| Hall ionski pogon | Bizmut       | 25                  | 3 000           | 1 130        |
| Hall ionski pogon | Bizmut       | 140                 | 8 000           | 2 500        |
| Hall ionski pogon | Ksenon       | 25                  | 3 250           | 950          |
| Hall ionski pogon | Ksenon       | 75                  | 2 900           | 2 900        |
| FEEP              | Tekući cezij | 6x10−5-0,06         | 6 000-10 000    | 0,001-1      |
| VASIMR            | Argon        | 200                 | 3 000-30 000    | ~5000        |

Sljedeći ionski pogoni su još uvijek samo eksperimentalni:
| Motor                           | Gorivo      | Potrebna snaga (kW) | Impuls sile (s) | Potisak (mN) |
| ------------------------------- | ----------- | ------------------- | --------------- | ------------ |
| dinamička magnetska plazma MPDT | vodik       | 1 500               | 4 900           | 26 300       |
| dinamička magnetska plazma MPDT | vodik       | 3 750               | 3 500           | 88 500       |
| dinamička magnetska plazma MPDT | vodik       | 7 500               | 6 000           | 60 000       |
| LiLFA                           | Para litija | 500                 | 4 077           | 12 000       |

### Vijek trajanja
Neki ionski pogoni su projektirani da rade samo tjednima, a neki i godinama. Tako npr. rešetkasti elektrostatički ionski pogon NSTAR je testiran da može raditi 3 i pol godine bez kvara.

### Gorivo
Kao gorivo najviše se koristi plin ksenon, jer treba malo energiju ionizacije, ima veliki atomski broj, ne reagira s drugim atomima i ne uništava toliko opremu motora. Nedostatak je što ga ima malo na Zemlji i vrlo je skup. 
Živa se koristila kod starih konstrukcija, ona je otrovna i vrlo skupa, a ima i tendenciju da reagira s metalima na svemirskoj letjelici. 
Bizmut je još uvijek predmet proučavanja i dosta obećaje, pogotovo za Hall ionski pogon. 
VASIMR ionski pogon teoretski može koristiti bilo koje gorivo, ali su testovi pokazali da je najpogodniji argon, kojeg ima dosta i jeftin je.

## Primjena
Ionski pogon se dosta koristi kod svemirskih letjelica. Najbolji je kad treba mali potisak na neko duže vrijeme. Koristi se za promjenu orbite, podešavanje visine pogotovo u nižim slojevima atmosfere, prijenos goriva između raznih spremnika i za precizno podešavanje pozicije. Smatra se da bi bio veoma pogodan za međuplanetarne misije.

### Izvršeni letovi

#### SERT
Prvi puta je ionski pogon prikazan na letu SERT I i II. SERT I je lansiran 20. srpnja 1964., i koristio je elektrostatički ionski pogon, a gorivo živu i cezij. SERT II je lansiran 3. veljače 1970., a koristio je dva živina ionska pogona i ostvario je na tisuće sati rada.

#### Deep Space 1
Lansiran je 1998. godine, a koristio je rešetkasti elektrostatički ionski pogon NSTAR i ksenon kao gorivo.

#### Artemis
Europska svemirska agencija je lansirala 12. srpnja 2001. telekomunikacijski satelit, i u početku je imala problema s ionskim pogonom RIT-10, koji je nakon 18 mjeseci ipak uspio izvršiti svoj zadatak, postavljanje u geostacionarnu orbitu.

#### Hayabusa
Japanska svemirska agencija je lansirala 2003. letjelicu Hayabusa, koja se zadržala u blizini asteroida 25143 Itokawa, i imala je ionski pogon na ksenon. Iako je letjelica imala nekih problema s ionskim pogonom, uspješno se vratila na Zemlju.

#### Smart 1
Europska svemirska agencija je lansirala 2003. satelit Smart 1, proučavajući mjesečevu površinu i vratila se 2006. Koristili su Hall ionski pogon.

#### Dawn
Lansiran je 27. rujna 2007., sa zadatkom da istraži asteroid Vesta i patuljasti planet Ceres. Koristi 3 ionska pogona s leta Deep Space 1. Ionski pogon ostvaruje ubrzanje od 0 do 97 km/h u 4 dana.

#### GOCE
ESA ju je lansirana 16. ožujka 2009., za let 20 mjeseci, za proučavanje gravitacijskog polja Zemlje i strujanja u oceanima. Ionski pogon se koristi za održavanje visine zbog privlačenja Zemlje.